# Marina 101
Marina 101 là một tòa nhà chọc trời cao 425,3 mét gồm 101 tầng ở Dubai Marina, Dubai, Các Tiểu vương quốc Ả Rập Thống nhất. Nó được chính thức khai trương vào năm 2016 nhưng thực sự hoàn thành vào cuối năm 2017. Tòa nhà được thiết kế bởi Cục Kỹ thuật Quốc gia và xây dựng thuộc về tập đoàn TAV Construction của Thổ Nhĩ Kỳ.
33 tầng đầu tiên của tòa nhà chọc trời có khách sạn Hard Rock 5 sao với 281 phòng, trong khi các tầng từ 34 đến 100 có căn hộ chung cư. Ngoài năm nhà hàng trong tòa tháp khách sạn, còn có 252 căn hộ một phòng ngủ, 204 phòng ngủ hai phòng ngủ và 42 căn hộ ba phòng ngủ với 6 căn penthouse song lập từ tầng 97 đến tầng 100. Tầng 101 của tòa nhà chọc trời có phòng câu lạc bộ, nhà hàng và cửa hàng bán đồ Rock.